# Nagyláng
Nagyláng egykori község, amely a mai 6307-es és a 6331-es utak keresztezése közelében feküdt. 1936 óta Soponya része. Területéből alakult 1913-ban Kisláng község. A Zichy család egyik legjelentősebb uradalmának volt a központja.

## Története
Az újkőkorból már ismeretes az ember jelenléte a falu környékén. A vonaldíszes kerámia kultúrája idejéből kerámiák kerültek elő. A falu első ismert említése 1372-ből származik, akkor a Rufi családtól a Baracskai családhoz került, nem sok idő múlva viszont már a fehérvári káptalané volt. Abban az időben már volt temploma is. A török hódoltság alatt először Palota várának volt a tartozéka, majd elpusztult a tizenöt éves háború alatt. 1645-től kezdődött a falu újjáéledése. Vízkeleti Mártontól Cziráky Mózeshez került. A Zichy család 1650-től uralta a falut és környékét. A Rákóczi-szabadságharc idején, 1704-ben Esterházy Antal kuruc generális megütközött Lángon Sigbert Heister csapataival. Ekkor újra elpusztult a falu, és csak később épült újjá. A plébánia 1769-ben alakult meg a kálozi plébánia fíliájából. Az 1848–49-es forradalom és szabadságharc alatt Hartlieb tábornok szállta meg a falut. A császárhű Zichyek ekkor Bécsbe menekültek el.

### Kisláng
Kisláng eredetileg uradalmi központ volt. Akkor kezdett fejlődni, mikor a család anyagi nehézségekkel küzdött a XIX-XX. század fordulóján, és ezen a kislángi határrész eladásával kívántak segíteni. 1904-1906 közt felparcellázták a majorság környezetét, hogy lakottan értékesebb legyen. Az új falu 1913-ban szakadt el az anyatelepüléstől.

## Nevezetes személyek

### Itt született
- 1772-ben Pyrker János László lilienfeldi apát, szepesi püspök,velencei pátriárka, végül egri egri pátriárka-érsek, az egri líceum alapítója
- 1864-ben Zichy Aladár gróf.
- 1868-ban Zichy János gróf. Itt is halt meg.
- gróf Zichy Gyula (1871–1942) pécsi püspök majd kalocsai érsek, akadémikus is.
- 1864-ben Buzássy Ábel ciszterci szerzetespap, tanár.
- 1925-ben Dr. Kerkovits Gyula európai hírű orvos

### A kastélyban dolgozott.
- Még gazdatisztként Szentirmay Elemér későbbi zeneszerző
- Ádám Zsigmond, az egykori Gyermekváros alapítója
- Takács Imre költő, gyermekvárosi nevelőként.

## Nevezetességek
- Oltáriszentség tiszteletére szentelt plébániatemplom[2]
- Zichy-kastélya több nevezetes személy szülő-, munka- vagy halálozási helye. Tervezője Pollack Mihály.